# 괴산 개심사 목조여래좌상 및 목조관음보살좌상
괴산 개심사 목조여래좌상 및 목조관음보살좌상(槐山 開心寺 木造如來坐像 및 木造觀音菩薩坐像)은 충청북도 괴산군 괴산읍 동부리, 개심사에 있는 불상이다. 1993년 11월 5일 충청북도의 유형문화재 제173호로 지정되었다.

## 개요
충청북도 괴산군 괴산읍 개심사에는 조선시대에 만들어진 나무로 된 여래좌상과 관음보살좌상이 모셔져 있다.
높이 85cm의 목조여래좌상은 머리에 작은 소라 모양의 머리칼을 붙여 놓았으며, 눈·코·입이 조화를 이루어 정돈된 느낌을 준다. 목에는 3줄의 주름인 삼도(三道)가 뚜렷하고, 양 어깨를 감싼 옷을 걸치고 있다. 양 손목과 무릎에 걸쳐 두껍게 표현된 옷주름은 조선시대 특유의 양식이다. 엄지와 검지의 손끝을 맞대어 오른손은 들고 왼손은 내려 부처가 설법할 당시의 손모양을 표현하였다.
높이 72cm의 관음보살좌상은 머리에 화려한 관(冠)을 쓰고 있다. 얼굴은 원만하여 자비스러움이 느껴지며 목에는 3줄의 주름인 삼도(三道)가 있다. 양 어깨를 감싼 옷은 두꺼우면서도 부드러운 느낌을 준다.
보존상태가 대체로 양호한 편이며, 각 부분의 조각과 단아한 양식 수법 등으로 보아 조선 후기의 뛰어난 작품으로 평가된다.

## 참고 자료
- 괴산 개심사 목조여래좌상 및 목조관음보살좌상 - 국가유산청 국가유산포털